# Ingrid Bergman
Ingrid Bergman (Stockholm, 29. kolovoza 1915. – London, 29. kolovoza 1982.), švedska filmska i kazališna glumica, trostruka dobitnica Oscara. Američki filmski institut proglasio ju je četvrtom najvećom ženskom glumačkom zvijezdom u povijesti.

## Životopis

### Rane godine: 1915. – 1938.
Bergman je rođena u Stockholmu, Švedska, 29. kolovoza 1915. u obitelji Šveđanina Jususa Samuela Bergmana i  Njemice Friedel Adler Bergman. Kad su joj bile samo tri godine, majka joj je umrla. Otac joj je preminuo kad joj je bilo trinaest. Poslana je da živi s tetkom, koja je umrla od srčanih komplikacija samo šest mjeseci poslije. Odgojili su je druga tetka i tetak, koji su imali petero djece.
Sa 17 godina se prijavila u Kraljevsko dramsko kazalište u Stockholmu, gdje je i primljena. Tijekom prvog ljetnog raspusta, angažirao ju je švedski filmski studio, pa je napustila kraljevsko kazalište nakon samo godinu dana kako bi se mogla posvetiti filmu.
10. srpnja 1937., s 21 godinom, udala se za zubara, Pettera Lindströma (koji će kasnije postati neurokirurg). 20. rujna 1938. je rodila kćer, Piu Lindström.
Nakon desetak filmova u Švedskoj i jednog u Njemačkoj, Bergmanovu je angažirao  holivudski producent David O. Selznick kako bi nastupila u engleskoj verziji njezina švedskog filma Intermezzo iz 1936. Film je ostvario veliki uspjeh, a Bergman je postala zvijezda. Ono što ju je odvajalo od ostalih holivudskih ženskih zvijezda tog vremena bilo je to što nije htjela promijeniti ime, njezin prirodni izgled bez puno šminke, te to što je bila jedna od najviših glavnih glumica.

### Holivudski period: 1938. – 1949.
Nakon što je završila posljednji film u Švedskoj i nastupila u tri srednje uspješna američka filma, Bergman se pridružila  Humphreyju Bogartu u klasičnom filmu iz 1942.,  Casablanca, koja ostaje njezina najpoznatija uloga.
Iste godine ja zaradila nominaciju za Oscara za najbolju glumicu za film  Kome zvono zvoni (1943.), koji je bio njezin prvi film u boji. Sljedeće godine je osvojila Oscara kao najbolja glumica u filmu Plinsko svjetlo (1944.). Treću uzastopnu nominaciju zaradila je ulogom redovnice u filmu Zvona Svete Marije.
Poslije će zaraditi još jednu nominaciju za  Ivanu Orleansku (1948.), neovisni film producenta Waltera Wangera koji je objavio studio RKO. Bergman je htjela tu ulogu još otkad je došla u Hollywood, što je jedan od razloga da je morala igrati na broadwayskoj pozornici u predstavi Maxwella Andersona, Joan of Lorraine. Djelomično zbog skandala s Rossellinijem, film, temeljen na Andersonovom komadu, nije bio veliki hit, a zaradio je katastrofalne kritike. Skraćen je za 45 minuta, a sve do restauracije 1998. i objavljivanja na DVD-u 2004. publika, nije mogla vidjeti što se trebalo prikazati.
Bergman je nastupila i u tri filma  Alfreda Hitchcocka - Začarana (1945.), Ozloglašena (1946.) i U znaku jarca (1949.). U znaku jarca je bila spora kostimirana drama koja se dosta razlikovala od Hitchocockovih ranijih filmova - kritičar New York Timesa napisao je kako je publika morala čekati 100 minuta kako bi se nešto uzbudljivo dogodilo.
Između filmova, Bergman je nastupala u kazališnim komadima Liliom, Anna Christie i Joan of Lorraine. Osim toga, tijekom konferencije za novinare u Washingtonu, protestirala je protiv segregacije koju je vidjela iz prve ruke u kazalištu u kojem je glumila. Poslije je dobivala prijeteća pisma.
Tijekom  Drugog svjetskog rata je otišla na  Aljasku kako bi zabavila vojnike. Ubrzo nakon što je rat završio, otišla je u Europu iz istog razloga, gdje je vidjela devastaciju koju je prouzrokovao rat. U to vrijeme je počela sa slavnim fotografom Robertom Capom.

### Talijanski period: 1949. – 1957.
1949. je upoznala talijanskog redatelja  Roberta Rossellinija s kojim je trebala snimiti film Stromboli (1950.) jer se divila njegovim dvama prethodnim filmovima koje je vidjela u SAD-u. Tijekom snimanja ovog filma, zaljubila se u njega i ostala trudna sa sinom Robertom Ingmarom Rossellinijem (rođenim 7. veljače 1950.).
Trudnoća je izazvala veliki skandal u  Sjedinjenim Državama. Senator iz  Colorada, Edwin C. Johnson, referirao se na nju riječima kako je ona "grozan primjer žene i snažan utjecaj zla". Osim toga, postala je persona non grata. Skandal je prisilio Bergman da se odseli u  Italiju, ostavivši muža i kćer u Americi. Njezin muž, dr. Petter Lindström, tužio ju je zbog napuštanja i tražio skrb nad njihovom kćeri.
Ingrid Bergman udala se za Roberta Rossellinija 24. svibnja 1950. 18. lipnja 1952. rodila je blizanke, Isabellu Rossellini i Isottu Ingrid Rossellini. U nekoliko sljedećih godina pojavila se u nekoliko talijanskih filmova. Brak je završio rastavom 7. studenog 1957.
Nakon što se rastavila od Rossellinija, nastupila je u filmu  Jeana Renoira, Elena i njezini muškraci, romantičnoj komediji gdje je glumila  poljsku princezu uhvaćenu u mrežu političkih intriga. Iako film nije bio uspješan, njezina izvedba navodi se kao jedna od najboljih.
Tijekom boravka u Italiji, nastavila se srdžba oko njezina privatnog života u SAD-u, a Ed Sullivan je jednom neslavno upitao publiku u svom studiju treba li joj biti oprošteno.

### Kasnije godine: 1957. – 1982.
Bergman je ostvarila trijumfalan povratak naslovnom ulogom u filmu Anastasia za koju je drugi put osvojila  Oscara za najbolju glumicu. Nagradu je u njezino ime preuzeo njezin prijatelj Cary Grant. Bergman se neće javno pojaviti u Hollywoodu sve do 1958. kad je bila prezenterica na dodjeli Oscara za najbolji film.

Bergman će nastaviti nastupati u američkim i europskim filmovima do kraja svoje karijere, a nekoliko se puta pojavila i u televizijskim dramama kao što je The Turn of the Screw (1959.) za koju je osvojila Emmyja kao najbolja glumica.
Tijekom ovo perioda, nastupala je i u kazalištu. 21. prosinca 1958. se udala za producenta Larsa Schmidta, također Šveđanina. Brak je završio razvodom 1975.
Bergman je osvojila svog trećeg Oscara (i prvog kao  najbolja sporedna glumica) za izvedbu u filmu Ubojstvo u Orient Expressu (1974.), ali je javno objavila kako nagrada pripada talijanskoj glumici  Valentini Cortese za Dan za noć, zaključivši svog govor zahvale riječima, "Molim te oprosti mi, Valentina. Nisam htjela."
1978. je glumila u  Jesenjoj sonati  Ingmara Bergmana za što je primila svoju sedmu nominaciju za Oscara, a bio je to njezin posljednji filmski nastup. U filmu, Bergman glumi slavnu pijanisticu koja se vraća u  Švedsku kako bi posjetila svoju zanemarenu kćer, koju glumi Liv Ullmann. Film je snimljen u  Norveškoj, a njezina izvedba smatra se jednom od najboljih u karijeri.
Postumno je nagrađena još jednim Emmyjem za najbolju glumicu 1982. za televizijsku miniseriju Žena zvana Golda, o izraelskoj premijerki  Goldi Meir. Bila joj je to posljednja uloga.

### Smrt
Ingrid Bergman umrla je 1982., na svoj 67. rođendan u Londonu, Engleska, nakon duge bitke s  rakom dojke. Tijelo joj je kremirano u  Švedskoj. Većina pepela je razasuta u more, dok je ostatak pokopan u Stockholmu, uz njene roditelje. Na sprovodu je violina svirala pjesmu "As Time Goes By", temu iz  Casablance, podsjećajući na njezinu najslavniju ulogu, Ilse Lund.

## Autobiografija
1980. je objavljena Bergmanina autobiografija pod nazivom Ingrid Bergman: My Story. Napisala ju je uz pomoć Alana Burgessa, koji je napisao knjigu The Small Woman, prema kojoj je snimljen film The Inn of the Sixth Happiness. U knjizi, ona govori o svom djetinjstvu, ranoj karijeri, o svom životu u Hollywoodu, skandalu s Rossellinijem i kasnije događaje. Knjiga je napisana nakon što su je djeca upozorila da će ostati upamćena samo po glasinama i intervjuima ako ona sama ne ispriča svoju priču. Preko ove knjige postala je poznata veza s Robertom Capom.

## Zanimljivosti
- Pušač je postala nakon uloge u filmu Slavoluk pobjede.
- 1973. je bila predsjednica žirija na  Filmskom festivalu u Cannesu.
- Bergman je tečno govorila švedski (svoj materinji jezik), njemački (svoj drugi jezik), engleski (koji je naučila po dolasku u  Sjedinjene Države), talijanski (koji je naučila nakon egzila u  Italiju) i francuski (kojeg je naučila na tečaju).
- Bila je tema pjesme  Woodieja Guthrieja nazvane "Ingrid Bergman", koja je skladana 1950. Na zahtjev Woodyjeve kćeri Nore Guthrie, engleski folk-rock glazbenik Billy Bragg i alternativna country grupa Wilco uglazbili su stihove, a pjesma se 1998. našla na hit albumu "Mermaid Avenue".
- Nakon što je 1944. izgubila Oscara za najbolju glumicu od Bergman, Barbara Stanwyck rekla je novinarima da je "članica kluba obožavatelja Ingrid Bergman". "Uopće se ne osjećam loše zbog nagrade jer je moja omiljena glumica pobijedila i zaradila je za sve svoje izvedbe.
- Tijekom četrdesetih je bila učenica glumačkog učitelja Michaela Chekova. Igrom slučaja, svoju jedinu nominaciju za Oscara zaradio je za ulogu u filmu Začarana, u kojem je ona nastupila u glavnoj ulozi.
- Nije imala visoko mišljenje o  Casablanci, često bi je iritirala pitanja o tom filmu. "Snimila sam toliko važnijih filmova, ali ljudi uvijek govore o onom s Bogartom." O Bogartu je rekla "Nikad ga nisam zapravo znala. Poljubila sam ga, ali ga zapravo nikad nisam upoznala."
- Iako su radili zajedno, Bergman nije u rodbinskoj vezi sa švedskim redateljem  Ingmarom Bergmanom. Činjenica da se Ingmar Bergman oženio s Ingrid von Rosen koja je poslije uzela njegovo prezime, ponekad je pridonosila konfuziji o njihovom srodstvu.

## Vanjske poveznice
- Ingrid Bergman site run by CMG  Arhivirana inačica izvorne stranice od 30. travnja 2009. (Wayback Machine) Službene stranice
- Ingrid Bergman u internetskoj bazi filmova IMDb-u (engl.)

### Intervjui
- Intervju za New York Times iz 1943.
- Larry King s kćerima Ingrid Bergman na 60. obljetnicu Casablance
- Excerpt from Isabella Rossellini's Some of Me that describes Ingrid Bergman's passion for cleaning